# 603

## Hlavy států
- Papež – Řehoř I. Veliký (590–604)
- Byzantská říše – Fokas (602–610)
- Franská říše – Chlothar II. (584–629)
  - Orléans/Burgundsko – Theuderich II. (595–613)
  - Mety – Theudebert II. (595–612)
- Anglie
  - Wessex – Ceolwulf (597–611)
  - Essex – Sledda (587–604)
- Perská říše – Husrav II. (590, 591–628)